# Amerikaanse presidentsverkiezingen 2024
De Amerikaanse presidentsverkiezingen van 2024 waren de 60e presidentsverkiezingen van de Verenigde Staten, die plaatsvonden op 5 november 2024. Donald Trump won de verkiezing voor de Republikeinen, met senator J.D. Vance als running mate. Bij de Democraten waren Kamala Harris en gouverneur Tim Walz de kandidaten voor president en vice-president.
Het is de eerste presidentsverkiezing nadat het aantal kiesmannen per staat is bijgewerkt als gevolg van de volkstelling van 2020. Om hun kandidaat te bepalen hadden de grote partijen voorverkiezingen georganiseerd in de loop van 2024. Donald Trump werd op 20 januari 2025 officieel beëdigd.
De verkiezing viel samen met de congres- en gouverneursverkiezingen en de verkiezing van tal van de parlementen voor staten en lokale mandatarissen.

## Kiesmannen
Op basis van de resultaten van de volkstelling in 2020 wordt het aantal kiesmannen aangepast in 13 van de 50 staten. Texas krijgt als enige staat twee extra kiesmannen, bij alle andere staten gaat het telkens om een winst of verlies van 1. Op basis van de uitslag van de verkiezing in 2020 zou het resultaat met deze nieuwe verdeling een verschuiving geven van 306 naar 303 voor winnend kandidaat Joe Biden en van 232 naar 235 voor verliezend kandidaat Donald Trump. Het aantal kiesmannen is gebaseerd op het aantal inwoners per staat met een minimum van 1 en een maximum van 53, niet op het daar aantal uitgebrachte stemmen. Elke staat krijgt daarbovenop ook nog eens twee kiesmannen toegewezen (gelijk aan het aantal senatoren per staat).
| Staat                | Biden 2020 | Trump 2020 | Aantal 2024 | Verschil 2020 2024 |
| -------------------- | ---------- | ---------- | ----------- | ------------------ |
| Alabama              | –          | 9          | 9           | 0                  |
| Alaska               | -          | 3          | 3           | 0                  |
| Arizona              | 11         | –          | 11          | 0                  |
| Arkansas             | –          | 6          | 6           | 0                  |
| Californië           | 55         | –          | 54          | -1                 |
| Colorado             | 9          | –          | 10          | +1                 |
| Connecticut          | 7          | –          | 7           | 0                  |
| Delaware             | 3          | –          | 3           | 0                  |
| District of Columbia | 3          | –          | 3           | 0                  |
| Florida              | –          | 29         | 30          | +1                 |
| Georgia              | 16         | -          | 16          | 0                  |
| Hawaï                | 4          | –          | 4           | 0                  |
| Idaho                | –          | 4          | 4           | 0                  |
| Illinois             | 20         | –          | 19          | -1                 |
| Indiana              | –          | 11         | 11          | 0                  |
| Iowa                 | –          | 6          | 6           | 0                  |
| Kansas               | –          | 6          | 6           | 0                  |
| Kentucky             | –          | 8          | 8           | 0                  |
| Louisiana            | –          | 8          | 8           | 0                  |
| Maine*               | 3          | 1          | 4           | 0                  |
| Maryland             | 10         | –          | 10          | 0                  |
| Massachusetts        | 11         | –          | 11          | 0                  |
| Michigan             | 16         | –          | 15          | -1                 |
| Minnesota            | 10         | –          | 10          | 0                  |
| Mississippi          | –          | 6          | 6           | 0                  |
| Missouri             | –          | 10         | 10          | 0                  |
| Montana              | –          | 3          | 4           | +1                 |
| Nebraska*            | 1          | 4          | 5           | 0                  |
| Nevada               | 6          | –          | 6           | 0                  |
| New Hampshire        | 4          | –          | 4           | 0                  |
| New Jersey           | 14         | –          | 14          | 0                  |
| New Mexico           | 5          | –          | 5           | 0                  |
| New York             | 29         | –          | 28          | -1                 |
| North Carolina       | -          | 15         | 16          | +1                 |
| North Dakota         | –          | 3          | 3           | 0                  |
| Ohio                 | –          | 18         | 17          | -1                 |
| Oklahoma             | –          | 7          | 7           | 0                  |
| Oregon               | 7          | –          | 8           | +1                 |
| Pennsylvania         | 20         | –          | 19          | -1                 |
| Rhode Island         | 4          | –          | 4           | 0                  |
| South Carolina       | –          | 9          | 9           | 0                  |
| South Dakota         | –          | 3          | 3           | 0                  |
| Tennessee            | –          | 11         | 11          | 0                  |
| Texas                | –          | 38         | 40          | +2                 |
| Utah                 | –          | 6          | 6           | 0                  |
| Vermont              | 3          | –          | 3           | 0                  |
| Virginia             | 13         | –          | 13          | 0                  |
| Washington           | 12         | –          | 12          | 0                  |
| West Virginia        | –          | 5          | 4           | -1                 |
| Wisconsin            | 10         | –          | 10          | 0                  |
| Wyoming              | –          | 3          | 3           | 0                  |
| Totaal               | 306        | 232        | 538         | 0                  |

*Maine en Nebraska verkiezen slechts twee kiesmannen over de hele staat; de overige (respectievelijk twee en drie) kiesmannen worden per congresdistrict verkozen.

## Kandidaten

### Democratische Partij

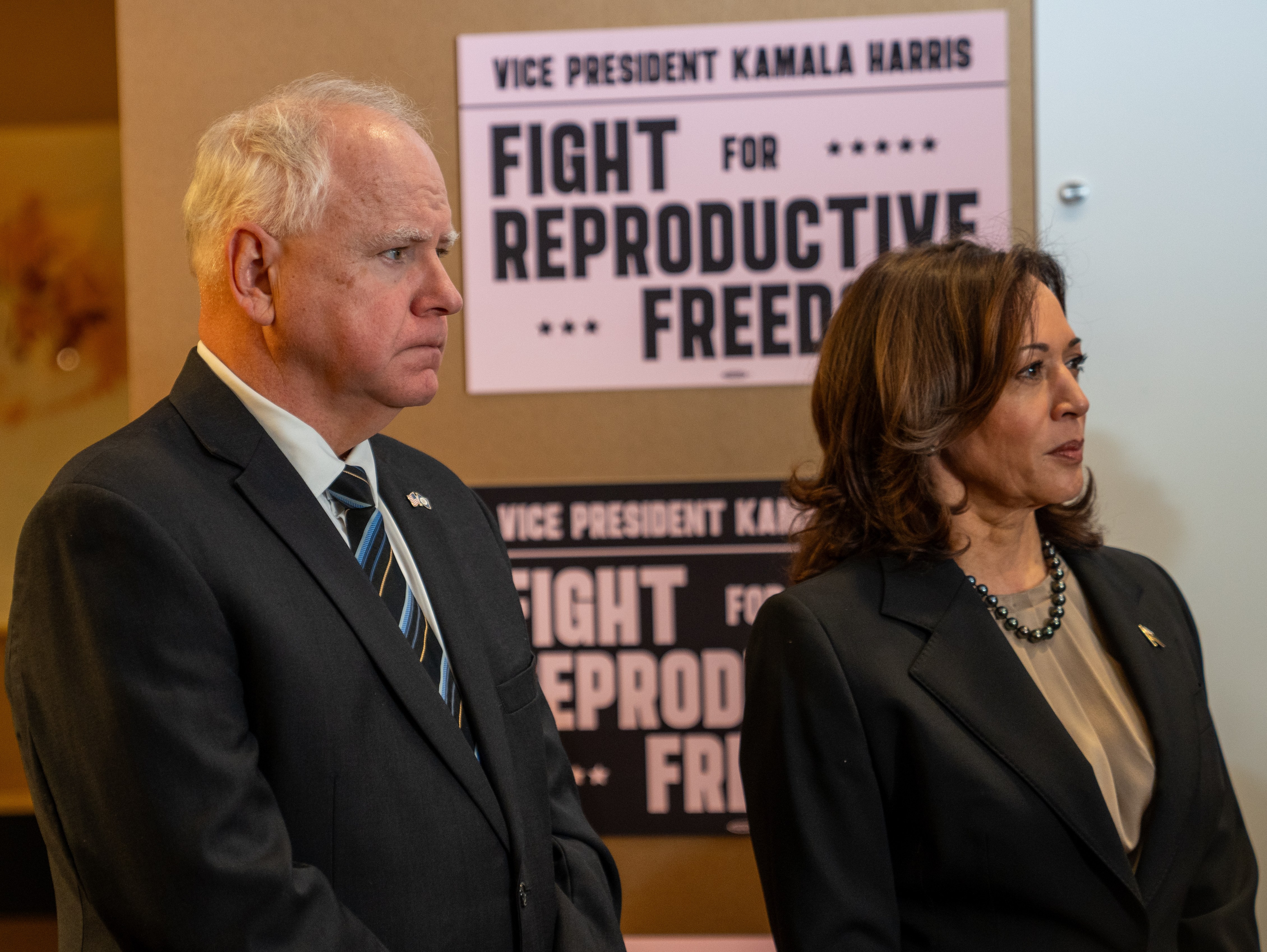
Democratische presidentskandidaat Kamala Harris (r) en vicepresidentskandidaat Tim Walz (l) in maart 2024

Zittend president Joe Biden zei in maart 2021 dat hij van plan was aan de presidentsverkiezingen van 2024 mee te doen. Biden stelde zich op 25 april 2023 officieel kandidaat. Daarnaast dienden advocaat en milieuactivist Robert F. Kennedy jr. en schrijfster Marianne Williamson begin 2023 een kandidatuur in. Zakenman Dean Phillips stelde zich eind 2023 kandidaat. Kennedy trok zich al terug voor de voorverkiezingen. Hij ging verder als onafhankelijke kandidaat. Begin februari 2024 beëindigde Williamson haar campagne. Het Democratic National Committee steunde de kandidatuur van president Biden en organiseerde geen debatten tussen kandidaten in de voorverkiezingen.
Op 27 juni 2024 in een politiek debat met de Republikeinse kandidaat Donald Trump op de televisiezender CNN gaf Biden een zeer slechte indruk, waardoor eigen partijleden openlijk hun twijfels uitten over zijn fysieke en mentale paraatheid en hem vroegen een stap opzij te zetten voor een jongere kandidaat. Op 21 juli trok hij zijn kandidatuur in en schoof zijn vicepresident Kamala Harris naar voren als presidentskandidaat. Zij kreeg onmiddellijk massale steun binnen haar partij. Op 6 augustus koos zij voor gouverneur van Minnesota Tim Walz als haar running mate. Harris werd gekozen op de Democratische Partijconventie, die liep van 19 tot 22 augustus.

### Republikeinse Partij

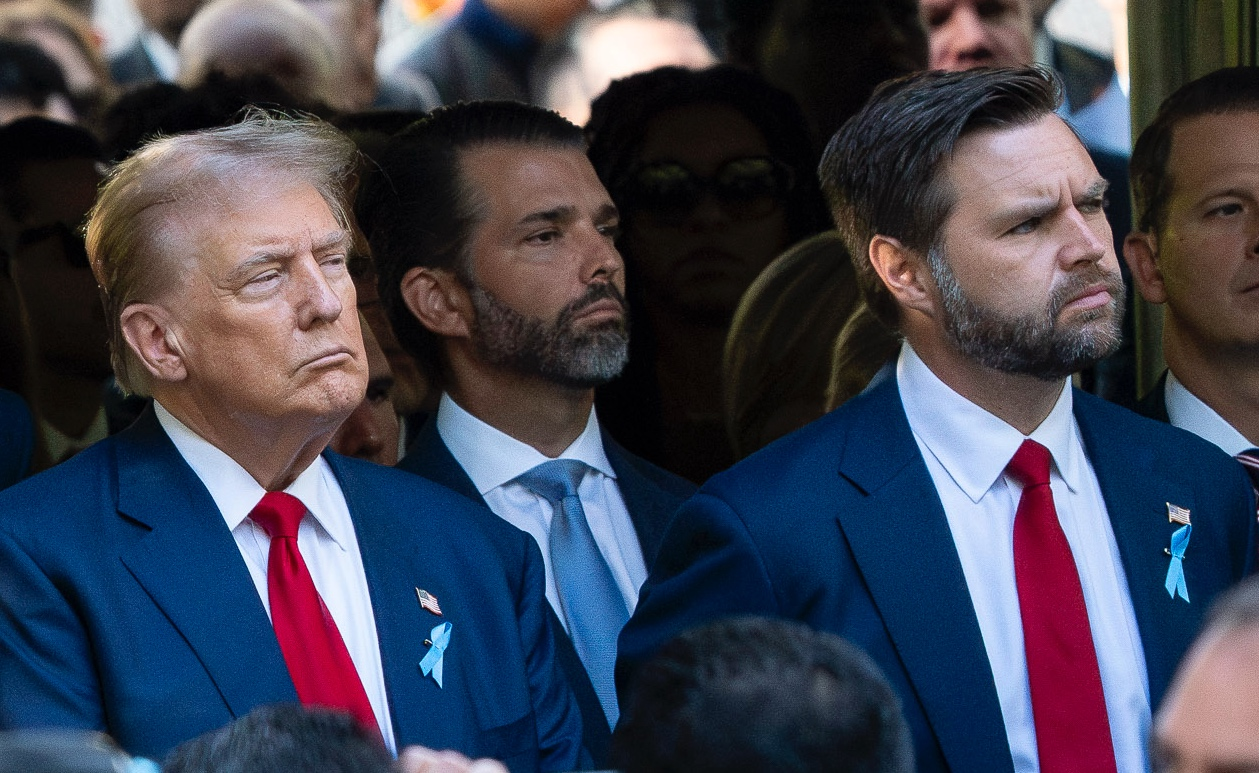
Republikeinse presidentskandidaat Donald Trump (l) en vicepresidentskandidaat J.D. Vance (r) in september 2024

Bij de Republikeinen gaf oud-president Donald Trump in april 2021 te kennen zeer serieus te overwegen zich kandidaat te stellen als de Republikeinse Partij de juiste personen voor Capitol Hill zouden weten te vinden. Voormalig secretary of state (hoofdgriffier) van de staat Montana Corey Stapleton verkende officieel een mogelijke kandidatuur. Andere Republikeinen die hun interesse wereldkundig hebben gemaakt, waren Ron DeSantis, Chris Christie, Ted Cruz, Marjorie Taylor Greene, Larry Hogan en Adam Kinzinger.
Op 15 november 2022 kondigde Trump aan zich officieel verkiesbaar te hebben gesteld voor de voorverkiezing bij de Republikeinse Partij. Op 14 februari 2023 werd zijn partijgenote Nikki Haley de tweede kandidaat. Anderen die zich kandidaat hebben gesteld, zijn radiopresentator Larry Elder, jurist, politicus en zakenman Asa Hutchinson, schrijver en zakenman Perry Johnson, zakenman Vivek Ramaswamy en op 24 mei 2023 stelde Ron DeSantis, gouverneur van Florida, zich kandidaat. Op 5 juni 2023 stelde Mike Pence, vicepresident in de termijn van Donald Trump, zich officieel kandidaat, maar trok zich  terug op 28 oktober.
Op 16 januari 2024 waren de eerste voorverkiezingen in de staat Iowa. Donald Trump won met 51 procent van de stemmen. Ron DeSantis werd tweede met 21 procent en Nikki Haley derde met 19 procent. Vivek Ramaswamy (8 procent) en Asa Hutchinson (0,2 procent) stopten dezelfde dag met hun campagne. Op 21 januari stapte DeSantis uit de presidentsrace en sprak zijn steun uit voor Trump. Op 23 januari waren de tweede voorverkiezingen in de staat New Hampshire met enkel nog Trump en Haley als kandidaten. Trump won met 54,4 procent van de stemmen en Haley haalde 43,3 procent binnen. Na alle voorverkiezingen was Trump de duidelijke overwinnaar. In juli op de Republikeinse Partijconventie werd hij officieel aangeduid als hun presidentskandidaat en koos hij voor senator J.D. Vance als zijn running mate.

### Third Parties

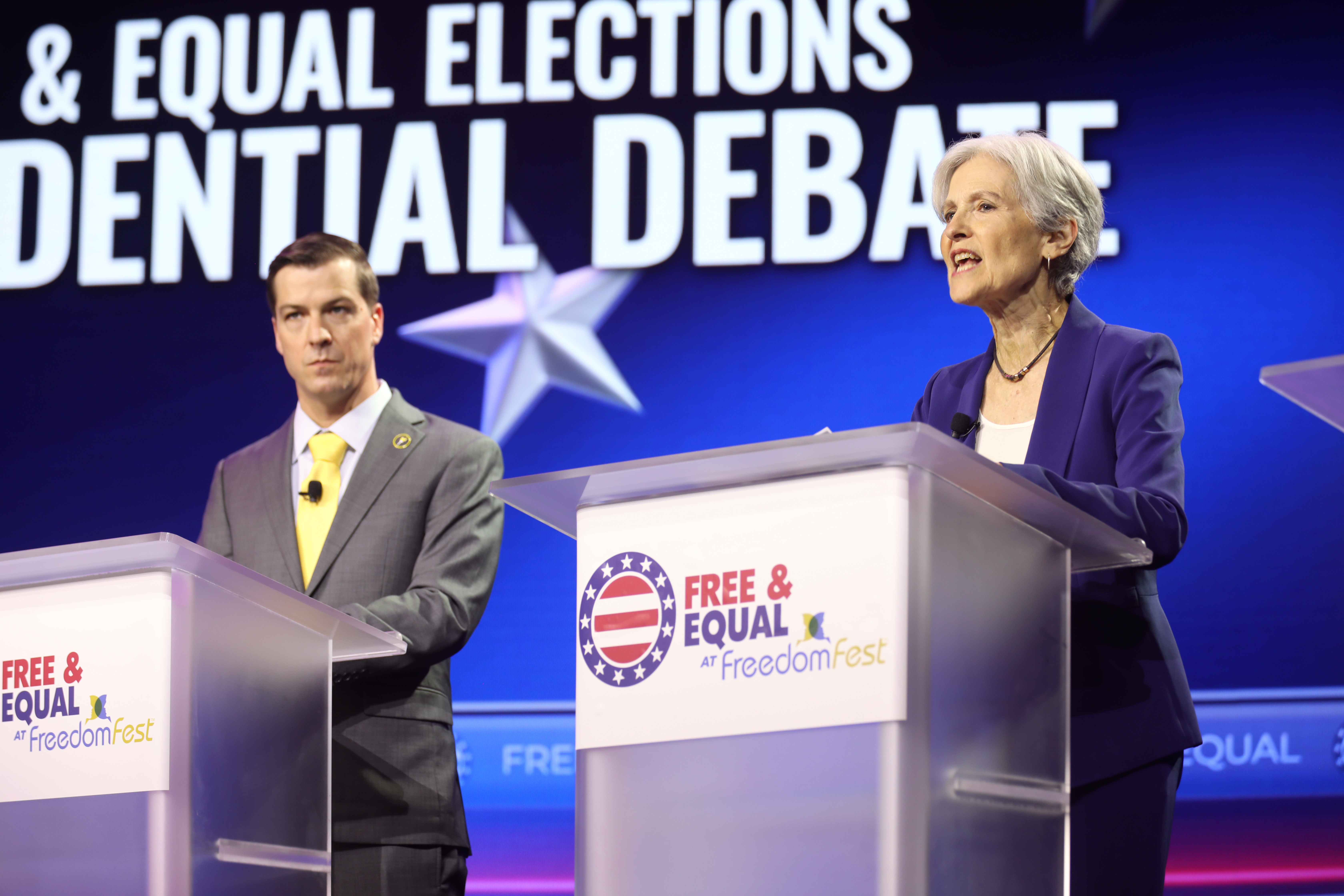
Libertarische presidentskandidaat Chase Oliver (l) en Groene presidentskandidaat Jill Stein (r) in debat in juli 2024

Behalve de Democraten en Republikeinen nemen doorgaans ook kandidaten van zogenaamde Third Parties deel aan de presidentsverkiezingen. Hoewel geen enkele van deze kandidaten een kans maakt om verkozen te worden, kunnen zij mogelijk wel een rol spelen in de swing states waar de door hen behaalde stemmen, die op die manier verloren gaan voor de Democratische of Republikeinse kandidaat, de balans in de ene of andere richting kunnen doen doorslaan. Het verlies van presidentskandidate Hillary Clinton in 2016 in de staat Michigan werd door haar aanhangers onder meer toegeschreven aan een dergelijk scenario. Clinton verloor immers met zowat 10.000 stemmen, terwijl Jill Stein voor de Green Party meer dan 51.000 stemmen behaalde.
Van de verschillende Third Parties die genomineerden hebben aangeduid zijn de Libertarian Party en Green Party de belangrijkste. Zij scoren doorgaans tussen een en drie procent van de stemmen. Andere zijn o.a. de Party for Socialism and Liberation, de Constitution Party, en the American Solidarity Party. Voor de Libertarian Party won Chase Oliver de nominatie. Voor de Green Party is dit Jill Stein, die al eerder kandidate was in 2012 en 2016. Chase Oliver is vermeld op het stembiljet in 47 staten en is erkend write-in-kandidaat in de drie overige staten en Washington D.C.. Stein staat voor de Green Party in 38 staten op het stembiljet en is erkend write-in-kandidaat in zeven andere staten.

### Onafhankelijken
In maart 2024 waren er twee onafhankelijke kandidaten: Robert F. Kennedy jr. en hoogleraar Cornel West. In augustus trok Kennedy jr. zich terug, waarna hij zich achter Trump schaarde.

## Campagne
Vlak voor de verkiezingen was er in totaal ongeveer $4,5 miljard uitgegeven aan advertenties door Democraten en ongeveer $3,5 miljard door Republikeinen. Grote donoren aan Republikeinse zijde waren SpaceX, Timonthy Mellon en Miriam Adelson. In aanloop naar de verkiezingen werd de uitspraak van de Amerikaanse rechter over een zwijggeldzaak van Trump uitgesteld van juli tot september en vervolgens tot na de verkiezingen. Minder dan een maand voorafgaand aan de verkiezingen kwam de film The Apprentice in de Amerikaanse bioscopen, over het zakenleven van Trump. In aanloop naar de verkiezingen weigerde Trump de uitslagen van de verkiezingen van 2020 te erkennen en sprak hij over verkiezingsfraude bij de verkiezingen van 2024.

### Debatten
In aanloop naar de verkiezingen werden enkele debatten georganiseerd. Een debat tussen Biden en Trump op 27 juni 2024 bij CNN werd gekenmerkt door persoonlijke aanvallen, waarbij zorgen over de gezondheid van Biden groter werden. Een tweede debat stond gepland voor 10 september 2024 bij ABC. Nadat Harris Biden verving als Democratische presidentskandidaat, wilde Trump echter nieuwe afspraken voor het debat. Enkele dagen later zeiden beide presidentskandidaten aanwezig te zullen zijn bij het debat. Harris werd beschouwd als winnaar van het debat, waarin Trump regelmatig gefactcheckt werd. Vlak na het debat zei Trump geen tweede debat met Harris te willen voeren. Op 1 oktober 2024 werd nog wel een debat gevoerd tussen de vicepresidentskandidaten Tim Walz en J.D. Vance bij CBS News. Het debat bleef relatief beleefd en inhoudelijk, waarbij beide running mates zich richtten op elkaars presidentskandidaten.

### Voorspellingen
Arizona, Georgia, Michigan, Nevada, North Carolina, Pennsylvania en Wisconsin worden beschouwd als de swing states bij de verkiezingen, waarbij Pennsylvania werd beschouwd als de belangrijkste staat voor Harris en North Carolina als de belangrijkste staat voor Trump. Vooraf is voorspeld dat deze Amerikaanse presidentsverkiezingen de spannendste sinds die van 2000 zouden zijn. Er werd een historisch groot verschil in stemgedrag tussen mannen en vrouwen voorspeld.

### Moordaanslag
Trump raakte op 13 juli 2024 gewond aan zijn oor bij een moordaanslag bij een campagnebijeenkomst in Butler, Pennsylvania. De president en destijds Democratische presidentskandidaat Joe Biden riep vervolgens op de aanslag te veroordelen. Vervolgens werd gedacht dat de aanslag een grote impact zou hebben op de presidentsverkiezingen, waarbij Trump een reputatie als vechter zou winnen en de Democraten een andere toon moesten kiezen. Op 15 september 2024 werd een tweede moordaanslag op Trump verijdeld.

### Steunbetuigingen
Harris werd in aanloop naar de verkiezingen gesteund door onder anderen eerdere Amerikaanse presidenten Jimmy Carter, Bill Clinton, Barack Obama en Joe Biden, de Braziliaanse president Lula da Silva, voormalig gouverneur van Californië Arnold Schwarzenegger, de kranten The Economist, The Guardian en The New York Times, zakenman Bill Gates, acteurs Jennifer Aniston, Leonardo DiCaprio, Oprah Winfrey en Tom Hanks en artiesten Beyoncé, Eminem, Bruce Springsteen en Taylor Swift. 
Trump kreeg steunbetuigingen van onder anderen de Argentijnse president Javier Milei, de Hongaarse premier Viktor Orbán, mede-presidentskandidaat Robert F. Kennedy jr., de kranten New York Post en The Washington Times, zakenman Elon Musk, astronaut Buzz Aldrin, artiesten 50 Cent en Kanye West, boksers Mike Tyson en Andrew Tate en youtuber Logan Paul.

## Resultaten

### Uitgebrachte stemmen en behaald aantal kiesmannen
| Naam                  | Partij               | Running mate    | Thuisstaat     | Kiesmannen | Gewonnen staten | Aantal stemmen | Percentage |
| --------------------- | -------------------- | --------------- | -------------- | ---------- | --------------- | -------------- | ---------- |
| Kamala Harris         | Democratische Partij | Tim Walz        | Californië     | 226        | 19 + DC         | 75,017,613     | 48,32%     |
| Donald Trump          | Republikeinse Partij | J.D. Vance      | Florida        | 312        | 31              | 77,302,580     | 49,80%     |
| Jill Stein            | Groene Partij        | Butch Ware      | New York       | 0          | 0               | 862,049        | 0,56%      |
| Robert F. Kennedy jr. | Onafhankelijk        | Nicole Shanahan | Californië     | 0          | 0               | 756,393        | 0,49%      |
| Chase Oliver          | Libertarische Partij | Mike ter Maat   | South Carolina | 0          | 0               | 650,126        | 0,42%      |
| Overige               | -                    | -               | -              | 0          | 0               | 649,541        | 0,42%      |
| Totaal                | Totaal               | Totaal          | Totaal         | 538        | 50 + DC         | 155,238,302    | 100%       |

Donald Trump wint behalve in kiesmannen ditmaal ook de zogenaamde popular vote en strandt met 49,89% op een fractie van een absolute meerderheid van 50%.  Ten opzichte van 2020 wint Trump bijna 3 miljoen stemmen en Harris verliest meer dan 6,5 miljoen stemmen t.o.v. het resultaat van Joe Biden. In de swingstates slaagt Harris er in ongeveer hetzelfde aantal stemmen te behalen als Biden in 2020 (12,6 miljoen tegenover 12,7 voor Biden) maar Trump scoort hier beduidend beter dan in 2020 (13,2 miljoen tegenover 12,4). Harris verliest de popular vote vooral door de lagere opkomst van haar kiezers in de grote traditioneel democratisch stemmende staten waar Trump er in slaagt, ondanks de lagere opkomst, zijn stemmenaantal te verhogen. Het aandeel van de kleinere kandidaten is met 1,8% vrijwel onveranderd gebleven ten opzichte van 2020. Hierbij valt vooral de score op van de als onafhankelijke kandidaat opkomende Robert F. Kennedy jr. die 0,5% van de stemmen behaalt (tot 1,9% in Montana), ongeveer evenveel als de kandidaten voor de Green Party en Libertarian Party, en dit ondanks zijn oproep niet voor hem maar voor Trump te stemmen nadat hij zijn campagne voor de verkiezing op 23 augustus 2024 officieel had gestopt.

### Opkomst
Met 155.189,0 miljoen uitgebrachte stemmen ligt de opkomst van 63,9% 2,7% lager dan de recordopkomst in 2020, maar deze blijft zeer hoog in vergelijking met eerdere presidentsverkiezingen. Deze evolutie is echter niet algemeen, opvallend is dat in de zes swingstates die beslissend waren de opkomst nog hoger ligt dan in 2020 (meer dan 5% hoger in Georgia en Nevada). In de grote staten die traditioneel Democratisch stemmen (Californie, New York, Illinois en New Jersey) is de terugval het grootst (van - 10% tot -6%), in de grootste traditioneel republikeins stemmende staat Texas is de opkomst echter gestegen en in het republikeinse Florida is ze slechts licht gedaald.

### Kiesmannen per kandidaat per staat
Op een kandidaat dienen 270 van de 538 kiesmannen te stemmen om verkozen te geraken door het kiescollege. Het aantal van 538 kiesmannen is gelijk aan het totaal aantal Congresleden (100 voor de Senaat en 438 voor het Huis van Afgevaardigden). Net als voor de Senaat telt het kiescollege twee leden per staat. De 438 andere kiesmannen worden proportioneel toegekend volgens het aantal inwoners per staat, echter met een minimum van 1 en een maximum van 53. Door deze samenstelling wegen staten met een klein aantal inwoners zwaarder door dan louter op basis van het aantal inwoners het geval zou zijn en het omgekeerde geldt voor dichtbevolkte staten. De uitersten zijn resp. Wyoming, dat op basis van zijn bevolking slechts 1 kiesman zou hebben i.p.v. 3 (2+1), en Californië, dat 64 kiesmannen zou krijgen i.p.v. 54 (2+52). 
De volgende tabel geeft per staat:
- het aantal inwoners
- het % uitgebrachte stemmen t.o.v. het aantal inwoners
- het stemmenaandeel voor Harris en Trump
- het aantal kiesmannen geassocieerd aan resp. Harris of Trump

Staten die in 2024 een andere meerderheid hadden dan in 2020, ofwel de swing states, zijn aangeduid met (S) achter hun naam.
| Staat                | Inwoners census 2020 | Stem%/ Inwoners | Harris Stem% | Trump Stem% | Harris Kiesmannen | Trump Kiesmannen |
| -------------------- | -------------------- | --------------- | ------------ | ----------- | ----------------- | ---------------- |
| Alabama              | 5.024.296            | 44,9%           | 34,1%        | 64,6%       | –                 | 9                |
| Alaska               | 733.391              | 46,1%           | 41,4%        | 54,5%       | -                 | 3                |
| Arizona (S)          | 7.151.502            | 47,4%           | 46,7%        | 52,2%       | –                 | 11               |
| Arkansas             | 3.011.524            | 39,3%           | 33,6%        | 64,2%       | –                 | 6                |
| Californië           | 39.538.223           | 39,6%           | 58,6%        | 38,2%       | 54                | –                |
| Colorado             | 5.773.714            | 55,3%           | 54,2%        | 43,2%       | 10                | –                |
| Connecticut          | 3.605.944            | 49,0%           | 56,4%        | 41,9%       | 7                 | –                |
| Delaware             | 989.948              | 51,7%           | 56,6%        | 41,9%       | 3                 | –                |
| District of Columbia | 689.545              | 47,3%           | 90,3%        | 6,5%        | 3                 | –                |
| Florida              | 21.538.187           | 50,6%           | 43,0%        | 56,1%       | –                 | 30               |
| Georgia(S)           | 10.711.908           | 49,0%           | 48,5%        | 50,7%       | –                 | 16               |
| Hawaï                | 1.455.271            | 35,5%           | 60,6%        | 37,5%       | 4                 | –                |
| Idaho                | 1.839.106            | 49,2%           | 30,4%        | 66,9%       | –                 | 4                |
| Illinois             | 12.812.508           | 43,5%           | 54,6%        | 43,8%       | 19                | –                |
| Indiana              | 6.785.528            | 43,5%           | 39,6%        | 58,7%       | –                 | 11               |
| Iowa                 | 3.190.369            | 52,1%           | 42,5%        | 55,7%       | –                 | 6                |
| Kansas               | 2.937.880            | 44,1%           | 41,0%        | 57,2%       | –                 | 6                |
| Kentucky             | 4.505.836            | 45,9%           | 33,9%        | 64,6%       | –                 | 8                |
| Louisiana            | 4.657.757            | 43,1%           | 38,2%        | 60,2%       | –                 | 8                |
| Maine*               | 1.362.359            | 60,6%           | 52,1%        | 45,5%       | 3                 | 1                |
| Maryland             | 6.177.224            | 48,0%           | 62,7%        | 34,6%       | 10                | –                |
| Massachusetts        | 7.029.917            | 48,4%           | 60,9%        | 36,4%       | 11                | –                |
| Michigan(S)          | 10.077.331           | 56,3%           | 48,2%        | 49,7%       | –                 | 15               |
| Minnesota            | 5.706.494            | 56,8%           | 51,1%        | 46,9%       | 10                | –                |
| Mississippi          | 2.961.279            | 39,4%           | 37,4%        | 61,3%       | –                 | 6                |
| Missouri             | 6.154.913            | 48,4%           | 40,0%        | 58,4%       | –                 | 10               |
| Montana              | 1.084.225            | 55,9%           | 38,3%        | 58,1%       | –                 | 4                |
| Nebraska*            | 1.961.504            | 48,2%           | 39,1%        | 59,6%       | 1                 | 4                |
| Nevada (S)           | 3.104.614            | 47,8%           | 47,5%        | 50,6%       | -                 | 6                |
| New Hampshire        | 1.377.529            | 60,0%           | 50,7%        | 47,9%       | 4                 | –                |
| New Jersey           | 9.288.994            | 46,0%           | 51,8%        | 45,9%       | 14                | –                |
| New Mexico           | 2.117.522            | 43,6%           | 51,9%        | 45,9%       | 5                 | –                |
| New York             | 20.201.249           | 39,1%           | 55,6%        | 43,9%       | 28                | –                |
| North Carolina       | 10.439.388           | 54,6%           | 47,7%        | 50,9%       | -                 | 16               |
| North Dakota         | 779.094              | 47,3%           | 30,5%        | 67,0%       | –                 | 3                |
| Ohio                 | 11.799.448           | 48,9%           | 43,9%        | 55,0%       | –                 | 17               |
| Oklahoma             | 3.959.353            | 39,6%           | 31,9%        | 66,2%       | –                 | 7                |
| Oregon               | 4.237.256            | 52,4%           | 55,3%        | 41,0%       | 8                 | –                |
| Pennsylvania (S)     | 13.002.700           | 54,1%           | 48,7%        | 50,4%       | –                 | 19               |
| Rhode Island         | 1.097.379            | 46,6%           | 55,4%        | 41,9%       | 4                 | –                |
| South Carolina       | 5.118.425            | 49,8%           | 40,4%        | 58,2%       | –                 | 9                |
| South Dakota         | 886.667              | 48,4%           | 34,2%        | 63,4%       | –                 | 3                |
| Tennessee            | 6.910.840            | 44,4%           | 34,4%        | 64,1%       | –                 | 11               |
| Texas                | 29.145.505           | 38,9%           | 42,4%        | 56,2%       | –                 | 40               |
| Utah                 | 3.271.616            | 45,5%           | 37,8%        | 59,4%       | –                 | 6                |
| Vermont              | 643.077              | 57,5%           | 63,9%        | 32,3%       | 3                 | –                |
| Virginia             | 8.631.393            | 52,2%           | 51,8%        | 46,1%       | 13                | –                |
| Washington           | 7.705.281            | 50,5%           | 57,6%        | 39,2%       | 12                | –                |
| West Virginia        | 1.793.716            | 42,5%           | 28,1%        | 70,0%       | –                 | 4                |
| Wisconsin (S)        | 5.893.718            | 58,0%           | 48,8%        | 49,6%       | –                 | 10               |
| Wyoming              | 576.851              | 46,6%           | 25,8%        | 71,6%       | –                 | 3                |
| Totaal               | 331.449.298          | 46,5%           | 48,3%        | 49,9%       | 226               | 312              |

*Maine en Nebraska verkiezen slechts twee kiesmannen over de hele staat; de overige (respectievelijk twee en drie) kiesmannen worden per congresdistrict verkozen.
1789 · 1792 · 1796 · 1800 · 1804 · 1808 · 1812 · 1816 · 1820 · 1824 · 1828 · 1832 · 1836 · 1840 · 1844 · 1848 · 1852 · 1856 · 1860 · 1864 · 1868 · 1872 · 1876 · 1880 · 1884 · 1888 · 1892 · 1896 · 1900 · 1904 · 1908 · 1912 · 1916 · 1920 · 1924 · 1928 · 1932 · 1936 · 1940 · 1944 · 1948 · 1952 · 1956 · 1960 · 1964 · 1968 · 1972 · 1976 · 1980 · 1984 · 1988 · 1992 · 1996 · 2000 · 2004 · 2008 · 2012 · 2016 · 2020 · 2024